# 経カテーテル的大動脈弁置換術
経カテーテル的大動脈弁置換術（けいカテーテルてきだいどうみゃくべんちかんじゅつ、Transcatheter Aortic Valve Implantation; TAVI、あるいはTranscatheter Aortic Valve Replacement; TAVR）、または経皮的大動脈弁置換術（けいひてきてきだいどうみゃくべんちかんじゅつ）とは、カテーテルを使って人工心臓弁を患者の心臓に留置する治療法。これまでは外科的に開胸し大動脈弁置換術を行っていたが、これをカテーテル術で行うことができる。

## 手術方法
大腿部の血管からカテーテルを挿入し、大動脈弁の内側から人工弁を留置する経大腿アプローチ、肋骨の間を切開し、心臓の先端から挿入する経心尖アプローチ、上行大動脈から挿入する経大動脈アプローチの3つの方法がある。生体弁を装着したカテーテルを大動脈弁の位置に運び、バルーンを膨らませ、生体弁を広げて留置する。重症の大動脈弁狭窄症で、外科的手術に対するリスクがある患者（高齢者や虚弱者、呼吸器疾患を持っている患者など）に対しての治療選択肢となる。